# Scandales du prieuré de Littlemore

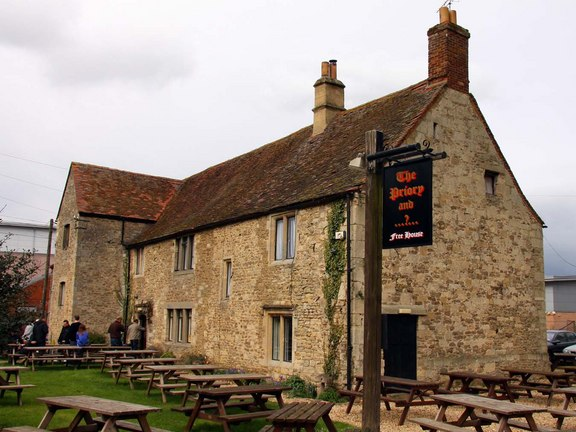
L'unique bâtiment monastique restant du prieuré de Littlemore, vu en 2009. Il est converti en pub du nom de The Priory and...?. L'historien William Abel Pantin suggère qu'il faisait partie de l'est du cloître.

Les scandales du prieuré de Littlemore ont lieu entre 1517 et 1518. Il s'agit d'accusations d'immoralité sexuelle et parfois de violence brutale entre les moniales et la prieure de Littlemore, dans la paroisse civile d'Oxford, en Angleterre. Le prieuré bénédictin d'Oxfordshire, qui est très petit et pauvre, a une histoire tourmentée dans ses relations avec son évêque. Le scandale révélé en 1517 est cependant devenu une cause célèbre suffisante pour contribuer à la suppression du prieuré, en 1525. Katherine Wells, la prieure de Littlemore de l'époque, dirige le prieuré avec une discipline stricte et souvent violente. Elle est accusée d'humilier régulièrement des religieuses par l'emploi de carcans pendant de longues périodes, ainsi que de les agresser physiquement. Elle a aussi eu un bébé par le chapelain du prieuré et met en gage les bijoux du prieuré pour payer l'éducation de l'enfant. Elle reçoit les hommes dans son salon, même après que l'évêque eut été mis au courant des accusations, ce qui comprend une forte consommation d'alcool. Au moins une autre nonne a aussi eu un enfant. À une autre occasion, quatre religieuses s'échappent du prieuré par une fenêtre et s'enfuient dans les villages environnants pendant quelques semaines.
Cependant, dans l'Oxfordshire, le prieuré est placé sous l'égide de William Atwater (en) évêque de Lincoln. Il lance une enquête, probablement après avoir entendu les rumeurs, très médiatisées, sur le mode de vie irrégulier des moniales. Malgré cela, les troubles continuent et, à l'occasion d'une enquête ultérieure, l'évêque entend les plaintes de la prieure et des moniales qui s'accusent mutuellement. Katherine Wells est convoquée au tribunal épiscopal de Lincoln pour faire face à des accusations de corruption et de manque de maîtrise de soi, ce qui conduit à la démettre de ses fonctions. La fin de l'affaire est inconnue, car les archives n'ont pas survécu. Les historiens considèrent qu'il est probable que ce soit un comportement tel que celui qui a été révélé à Littlemore qui a encouragé le cardinal Thomas Wolsey à supprimer le prieuré, ainsi qu'un certain nombre de maisons, dans une tentative d'améliorer l'image de l’Église, en Angleterre, au début des années 1520. Katherine Wells, toujours prieure intérimaire à sa fermeture, a reçu une pension à vie. La maison est devenue une ferme et a été progressivement démolie. Un bâtiment d'origine existe toujours au XXIe siècle, désormais devenu un monument classé du Royaume-Uni. 

## Contexte
Le prieuré bénédictin de Littlemore est fondé au XIIe siècle par Robert de Sandford dans les dernières années du règne du roi Étienne. Toujours une petite maison, depuis 1245 environ, l'histoire du prieuré est obscure, passant inaperçue dans les archives épiscopales et gouvernementales.
À la fin du Moyen-Âge (en), on rapporte que les sept religieuses de Littlemore ne vivent pas selon leur règle. En 1445, le prieuré reçoit la visite d'agents de William Alnwick (en), évêque de Lincoln.
À la suite de leur inspection, ils signalent que les religieuses ne jeûnent pas et mangent de la viande tous les jours. En outre, la prieure, Alice Wakeley, reçoit régulièrement, dans ses chambres, un moine cistercien et un commis laïc pour se livrer à des séances de beuverie. Il y a beaucoup de commérages locaux, et il semble que tout le monde sait que les religieuses partagent les lits, apparemment parce que la lucarne principale est structurellement dangereuse. L'évêque donne l'ordre aux religieuses d'utiliser des lits séparés et qu'aucun laïc, « surtout les érudits d'Oxford », ne doit être autorisé à entrer au prieuré. Au début du XVIe siècle, la congrégation est réduite à une prieure et cinq religieuses; trois d'entre elles, Elizabeth, Joan et Juliana, sont des sœurs surnommées Wynter.

## Enquêtes d'Atwater (1517)
Le 17 juin 1517, le prieuré de Littlemore reçoit la visite du Dr Edmund Horde, commissaire de l'évêque William Atwater de Lincoln,, accompagné du chancelier épiscopal, Richard Roston. Les raisons de sa visite sont inconnues, bien qu'Eileen Power suggère qu'à cette époque, Atwater « s'était éveillé à la condition morale de Littlemore ». Les découvertes ultérieures de Horde, qui ont été présentées comme des constatations de fait et étaient en fait des accusations, sont complètes. Tout d'abord, il suggère que les religieuses lui avaient menti sur les ordres de leur prieure dès son arrivée. Elles lui avaient dit que tout allait bien, omnia bene au sein de Littlemore ; il découvre que ce n'est pas le cas. Les enquêteurs comme Horde sont censés être minutieux, « examinant chaque membre de la maison, entrant dans les moindres détails, et prenant grand soin d'arriver à la vérité »,.
Horde rapporte que la prieure, Katherine Wells, a eu une fille illégitime de Richard Hewes, un aumônier du Kent, qui est probablement responsable des sacrements du prieuré. Selon Thomson, cela s'est manifestement produit quelques années auparavant, mais que ça a été « dissimulé ou délibérément négligé par les autorités ». Les religieuses déclarent que Hewes leur rend encore visite deux ou trois fois par an et qu'il doit revenir au début du mois d'août. 
Pendant son séjour, Hewes et Wells vivent en couple, et leur enfant habite chez les religieuses. Horde écrit que Wells, voulant que sa fille fasse un bon mariage, a volé des objets de Littlemore et d'autres meubles de l'entrepot commun pour la dot de la fille,. Selon les archives de l'évêque, bien que les religieuses aient supplié Wells de renoncer à Hewes, « elle avait répondu qu'elle ne le ferait pour personne, car elle l'aimait et l'aimerait ». Les relations sexuelles clandestines ne sont pas du seul ressort de la prieure ; au moins une autre religieuse, probablement Juliana Wynter, a également eu un enfant de John Wikesley, un universitaire d'Oxford marié, deux ans auparavant. De leur côté, les religieuses se plaignent à Horde que Wells est  strict et brutal en matière de discipline  ; lorsqu'elles essaient d'aborder le sujet avec elle, elle les fait mettre au carcan. L'historienne Valerie G. Spears suggère que Wells est obsédée par la discipline ; d'une part cela est « autodestructeur » et d'autre part encouragé par la servilité des religieuses.
Les religieuses se plaignent également qu'aucun effort n'a été fait pour entretenir le prieuré ou ses bâtiments, et elles signalent des toits et des murs endommagés ainsi que des fuites. Les dépendances essentielles ont été louées par Wells aux voisins séculiers du prieuré et elle garde pour elle-même les loyers. Elle protestent également contre leurs vêtements décrépits, la nourriture pauvre et insuffisante et la mauvaise bière.
Horde découvre que l'essentiel de la richesse de fondation du prieuré, y compris ses bijoux, a été mis en gage, ou dépensé pour la « mauvaise vie » de la prieure. En même temps, les religieuses manquent de biens de première nécessité, notamment de nourriture et de vêtements, et ne peuvent rien acheter pour elles-mêmes car la prieure confisque régulièrement leurs allocations. Elles déclarent que Wells envoie ces fonds à l'extérieur du prieuré pour qu'ils soient distribués à ses proches. Elles se plaignent que son comportement général donne également un mauvais exemple : plutôt que de passer ses journées en contemplation ou à administrer la maison, elle erre dans la campagne environnante sans autre compagnon qu'un jeune enfant d'un village voisin. Horde apprend qu'un tel état de choses est préjudiciable au recrutement : les femmes qui pensent peut-être prendre le voile à Littlemore voient les conditions dans lesquelles elles sont censées vivre et vont plutôt ailleurs. On prétend au moins une fois qu'une recrue potentielle a non seulement quitté les lieux immédiatement, mais qu'elle a commencé à relater le mauvais état du prieuré dans tout Oxford,. Les bienfaiteurs potentiels sont également dissuadés. L'historien de l'église Philip Hughes (en) suggère que les nonnes exigent que Horde remédie à leurs plaintes. Elles ont demandé la permission de quitter la maison pour une autre s'il ne le peut pas, peut-être par crainte des représailles attendues de Wells après son départ.

### Visite de l'évêque
La situation de Littlemore ne semble pas avoir changé au cours de l'année suivante. Le 2 septembre 1518, Atwater rend visite, en personne, à Littlemore,. Bien qu'il ait dû « amener une certaine réforme » à Littlemore, l'évêque est déçu. Lors de cette visite, Wells se plaint auprès de lui que les religieuses refusent de lui obéir. Elle rapporte qu'Elizabeth Wynter « jouait et s'ébattait » dans le cloître avec des hommes d'Oxford  et, aidée par ses soeurs, a défié les tentatives de correction de la prieure. Par exemple, la prieure explique qu'elle a mis Elizabeth dans les carcans du salon et deux de ses collègues, Wynter et Anna Wilye, pour avoir brisé la porte et l'avoir libérée. Wells a dû enfermer Wynter, car ses sauveuses ont également cassé le verrou. Elles ont alors mis le feu aux carcans et ont barricadé la porte contre Wells. Elle a demandé l'aide des voisins et des domestiques, mais avant que les secours n'arrivent, les religieuses avaient cassé la fenêtre et s'étaient enfuies dans un village voisin.
Elles s'y cachent avec l'aide d'une voisine sympathique, one Inglyshe, pendant quelques semaines, et sont apostasiées en conséquence. Elles sont également constamment irrespectueuses pendant la messe, jouant des jeux, bavardant et riant bruyamment tout au long, agissant avec un comportement généralement irréfléchi, « même lors de  l'élévation », malgré leur supposée obéissance aux règles d'attention et au décorum,. Wells se plaint que, bien que deux ans se soient écoulés depuis la naissance de Juliana Wynter, elle n'a rien appris de ses erreurs et continue à rechercher ardemment la compagnie des hommes.
Les religieuses, pour leur part, se plaignent que la prieure a vendu tout leur bois et que Hewes est resté avec la prieure pendant plus de cinq mois,. Pire encore, après la précédente visite, elle a impitoyablement puni celles qui avaient dit la vérité sur Littlemore à Edmund Horde. Anne Wilye a passé un mois dans les réserves et Elizabeth Wynter a été physiquement battue dans la salle capitulaire et le cloître. L'évêque apprend, lorsque Wynter est finalement revenue du village avec ses collègues en fuite, comment Wells a frappé Elizabeth « à la tête avec ses poings et ses pieds, la corrigeant de façon immodérée » et l'a piétinée à plusieurs reprises. Les nonnes affirment également que, malgré les promesses de Wells à Atwell, Hewes a continué à rendre visite à la prieure depuis la visite de Horde. 
Logan suggère que c'est peut-être Elizabeth qui a signalé Wells à Horde lors de la visite de 1517 et que c'est la vengeance de la prieure. Une religieuse, Juliana Bechamp, qui semble ne pas avoir été impliquée dans les différents troubles, déclare à l'évêque qu'elle est « honteuse d'[être] ici [sous] le mauvais sort [de] ma dame ». Les scandales qui frappaient le prieuré de Littlemore sont alors très connus du public, et tant les prieurs que les religieuses ont leurs partisans dans la ville d'Oxford. L'historien Peter Marshall (en) les décrits comme « accrocheurs » et Spears suggère qu'elles ont fourni « aux médias sensationnalistes de l'époque un récit rentable ».

### Aveux de la prieure
Quelques mois après sa visite, l'évêque Atwater convoque Katherine Wells à sa cour, à Lincoln. Elle est accusée de nombreuses infractions, notamment d'incontinence et d'immoralité délibérée,. Bowker affirme que la procédure a duré plusieurs jours, au cours desquels elle a été interrogée par l'évêque et ses fonctionnaires, dont le Dr Peter Potkyn, le canoniste épiscopal,.
Au début, Wells nie les accusations, mais le poids des preuves de Horde l'oblige à passer aux aveux. Elle révèle que sa fille est morte en 1513, et qu'elle a donné à Richard Hewes une partie du service d'argent du prieuré, dont un calice d'argent d'une valeur de cinq marcs,.
Elle affirme avoir maintenu le même mode de vie pendant les huit années précédentes, mais que personne ne s'est enquis des affaires de Littlemore, pendant tout ce temps. Au contraire, dit-elle, le prieuré n'a eu aucun contact avec l'administration, sauf en une occasion, où elle a reçu des injonctions ecclésiastiques, quelques années auparavant. Le dernier jour de l'audience, Atwater récupére les preuves et prononce son jugement. En guise de punition, Wells est renvoyée de son poste, bien qu'elle ait été autorisée à effectuer les tâches quotidiennes que la maison exige jusqu'à ce qu'un remplacement ait été organisé. Ceci à la stricte condition qu'elle ne fasse rien d'autre que cela sans l'autorisation personnelle de Horde,, notamment en ce qui concerne les questions de discipline interne. L'historien J. A. F. Thomson a décrit la situation, en particulier le licenciement de Wells par l'évêque en sachant qu'elle devrait être autorisée à continuer, comme démontrant « l'inadéquation des visites comme moyen de faire respecter la discipline ». La médiéviste Eileen Power est d'accord pour dire que « cela montre à quel point, dans certains cas, la machinerie épiscopale pour le contrôle et la réforme » d'institutions telles que Littlemore était inadéquate. Elle attribue la responsabilité de l'état de Littlemore directement aux épaules de Wells, avec son « incontinence habituelle [et] la persécution de ses religieuses », qu'elle décrit comme « une prieure particulièrement mauvaise ». Power note qu'une telle situation était bien plus susceptible de se produire dans de petites maisons pauvres, qui, selon le médiéviste F. D. Logan, étaient souvent déjà « en train de lutter pour leur survie », que dans des maisons ayant une richesse indépendante. Spears est d'accord avec Power sur l'irresponsabilité de Wells, suggérant que si ses religieuses se sont par la suite mal comportées, « il serait surprenant » que cela ne soit pas le résultat de l'observation, de l'apprentissage et de la copie de son comportement et de son approche. Spears note que, comme Wells a usé d'une discipline « erratique et agressive », les religieuses semblent avoir eu un comportement réciproque à son égard.

## Conséquences

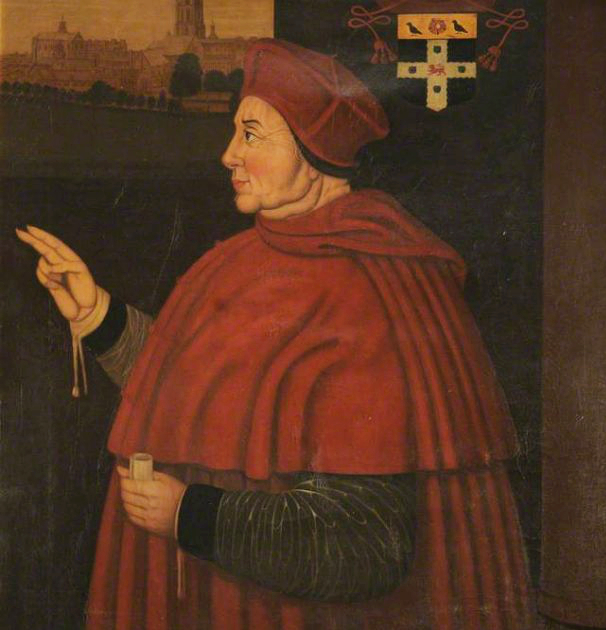
Portrait de Sampson Strong, du cardinal Wolsey, avec la nouvelle université de Wolsey, en haut à gauche (vers 1610).

Les historiens ne savent pas quelles mesures, le cas échéant, Atwater a prises à l'égard de Littlemore après sa visite, car les documents ultérieurs n'existent plus et ni Littlemore ni ses habitants ne sont plus mentionnés dans le Registrum de l'évêque.
Nous ne savons pas non plus quelles mesures, le cas échéant, Horde a prises lorsque le prieuré était sous sa garde. En 1525, le ministre en chef du roi, le cardinal Wolsey, était en train de fonder sa nouvelle école d'éducation humaniste, le Cardinal College, à Oxford. Il avait besoin de fonds pour le bâtiment. Pour réunir ce dont il avait besoin, il demanda et obtint une bulle papale l'autorisant à supprimer plusieurs monastères délabrés de son choix. Aux yeux de Wolsey, cela avait aussi l'avantage de contribuer à réparer la réputation de l'église en Angleterre, que les maisons décadentes et leurs habitants avaient contribué à lui donner. Littlemore est l'un des prieurés qu'il choisit pour la dissolution. Power a fait valoir que l'état de la maison et sa réputation de scandale, en plus du souhait de Wolsey d'agrandir l'université, justifiaient cette décision. Le fait que Littlemore s'était montré intraitable, incapable de se réformer ou de se laisser réformer, en faisait probablement un candidat probable à la dissolution, qui, selon Margaret Bowker, était « le seul moyen d'empêcher que sa désobéissance ne s'étende ». Hughes a décrit Littlemore comme étant, pour Wolsey, simplement une maison « qui ne manquerait jamais ».
Au moment de sa fermeture, le prieuré de Littlemore vaut environ 32 £ par an,,. Au cours des années suivantes, ses terres et ses revenus sont cédés au nouveau collège de Wolsey. Les habitantes ne reçurent aucune autre punition. En effet, en tant que dernière prieure, Katherine Wells reçut une pension annuelle de 6,134 £,, et les nonnes qui avaient été apostatisées en raison de leur mauvaise conduite furent absoutes. Lorsque Wolsey chute du pouvoir, en 1529, le prieuré de Littlemore, ainsi que le reste de ses richesses et de ses domaines, sont déclarés en déshérence  au profit de la couronne.
Eileen Power a décrit les conditions de vie de Littlemore au début du XVIe siècle en faisant « l'un des pires couvents pour lesquels des documents subsistent ». Elle suggère que cela illustre le fait que, bien que Thomas Cromwell ait exagéré le cas, il y avait clairement un certain fondement dans l'histoire récente pour les allégations d'institutions décadentes et de comportement calomnieux qu'il a utilisées pour justifier la dissolution en bloc des monastères de 1536-1539. Quant à l'évêque Atwater, Bowker laisse entendre que, bien qu'il ait fait des efforts consciencieux pour réformer les maisons récalcitrantes de sa juridiction, le prieuré de Littlemore n'est qu'un exemple de son incapacité à résoudre le problème tout au long de sa carrière. Elle soutient cependant que les efforts d'Atwater dans ce sens ont anticipé, dans une moindre mesure, les tentatives de réforme de l'église de Martin Luther.
Les quelques bâtiments qui composaient le prieuré ont rapidement été transformés en fermes. 
Seule la partie est du cloître du prieuré de Littlemore a survécu jusqu'au XXIe siècle, et elle est devenue un monument classé du Royaume-Uni, en juillet 1963, alors qu'il était utilisé comme country club.
Décrit par Nikolaus Pevsner, dans Pevsner Architectural Guides (en), comme « un bâtiment rectangulaire avec un petit bloc à pignon », il abritait à l'origine le dortoir des religieuses au premier étage, la salle capitulaire et le salon de la prieure au sol.
Il a été transformé en pub à la fin du XXe siècle, bien que celui-ci ait été fermé en juin 2013. La fermeture du pub a été l'occasion d'une étude archéologique du site. Un certain nombre de « sépultures très inhabituelles » ont été découvertes dans l'enceinte du prieuré, notamment celle d'une prieure, un corps ayant subi un traumatisme violent à la tête et une femme enterrée avec un bébé.